# HNF1A
HNF1 호메오박스 A 또는 HNF1A는 인간의 12번 염색체에서 발견되는 유전자이다. 많은 조직과 세포에서 발현된다. 이 유전자에 의해 암호화 된 단백질은 간에서 발현되는 전사인자이며, 몇몇 특이적 유전자의 발현 조절에 관여한다. HNF1A 유전자의 돌연변이는 당뇨병을 유발하는 것으로 알려져있다. 또한 HNF1A 유전자는 관상동맥질환의 위험성 증가와 관련된 27개의 단일염기 다형성 중 하나를 포함한다.

## 구조

### 유전자
HNF1A 유전자는 12q24.2 밴드에서 12번 염색체에 상주하며 9개의 엑손을 포함한다. 이 유전자는 대체 스플라이싱을 통해 8개의 동형 단백질을 생성한다.

### 단백질
이 단백질은 HNF1 호메오박스 군에 속한다. 여기에는 3개의 기능성 도메인(N 말단 이량 체화 도메인, 비정형 POU 호메오 도메인, C 말단 전이 활성화 도메인을 포함하는 이분자 DNA 결합 모티프)가 있다. 이량체화 및 DNA 결합 도메인을 연결하는 유연한 링커도 있다.  결정 구조는 이량체화 도메인에 대해 해결되었으며, 이는 2개의 알파 나선이 회전에 의해 분리되는 4 나선 다발을 형성하고(나선-회전-나선 구조를 형성하는 DNA 결합 모티프) 모티프에 포함된 3개의 알파 나선으로 구성된 POU 호메오 도메인이 존재한다. 비정형 삽입은 전사 효율을 향상시키기 위해 인터페이스를 안정화시키는 것으로 생각된다. 한편 이량체화 도메인은 HNF-1α의 동종 이량체 및 이종 이량체화를 담당한다.

## 기능
HNF-1α는 인간의 피부, 간, 신장, 췌장, 내장, 위, 비장, 흉선, 고환 및 각질 세포 및 멜라닌 세포를 포함하는 내배엽 기원 기관에서 발현되는 전사인자이다. 장 상피세포 성장 및 세포 계통 분화에 영향을 미치는 것으로 나타났다. 예를 들어 HNF1A는 성인 B 림프구에서 중요한 세포 고유 전사인자이다. 포도당 대사, 당뇨병에서 HNF-1α의 기여는 췌장의 베타 세포에서의 GLUT1 및 GLUT2 수송체 발현 및 랑게르한스섬에서의 안지오텐신 전환 효소 2 유전자 발현의 관여를 포함한다. HNF-1α는 디펩티딜 펩티데이스-4(DPP-IV/CD26)를 포함하여 제 2형 당뇨병 관리에 관여하는 몇몇 단백질의 전사를 촉진 할 수 있다. 또한 HNF-1α는 장, 신장에서 담즙산 수송체의 전사 조절 인자와 같은 다른 기관의 다양한 대사 경로에 관여한다. HNF-1α는 특정 종류의 제약을 흡수하는 간 유기 양이온 수송체의 촉진에 관여한다. 따라서 이 기능의 상실은 약물 대사 문제를 야기 할 수 있다. 또한, HNF-1α는 염증과 관련된 피브리노겐, C 반응 단백질 및 인터루킨-1 수용체와 같은 급성기 단백질의 발현을 조절한다. 또한 정상적인 인접 조직보다 췌장 종양 및 간세포 선종에서 HNF-1α의 유의미한 수준이 관찰되었으며, 이는 HNF-1α가 가능한 종양 억제제 역할을 할 수 있음을 시사한다.

## 임상적 의의
HNF1A 돌연변이는 제 3형 가족성소아당뇨병 및 간세포 선종을 유발할 수 있다. HNF-1 단백질은 난소암의 세포에 존재한다.
인간에서 HNF1A의 돌연변이는 저용량 설포닐유레아(Sulfonyurea)에 반응하는 당뇨병을 유발한다. HNF1A에서 이형 접합성 돌연변이로 인해 당뇨병 환자에서 극심한 설포닐유레아를 확인하는 것은 당뇨병 환자에서 HNF1A의 관련성과 약물 유전학이 환자 치료에 어떻게 기여할 수 있는지에 대한 명확한 예를 제시한다. 예를 들어, HNF1A 돌연변이 (30세 미만으로 진단된 모든 당뇨병 환자의 ~3%를 차지함)로 인해 가족성소아당뇨병 환자는 설포닐유레아 치료에 매우 민감하고 인슐린 치료를 성공적으로 전환 할 수 있다. 마찬가지로 HNF1A 유전자의 돌연변이에 의해 유발된 당뇨병 환자는 설포닐유레아의 저혈당 효과에 민감한 것으로 설명되었다. 고혈당의 원인은 저혈당 약물에 대한 반응을 변화시키는 것으로 보인다. 따라서 HNF-1α 유도 당뇨병은 설포닐유레아 감수성이 현저하다. 이 약리학적 효과는 HNF-1α 결핍 모델과 일치하며, 고혈당증의 유전적 기초는 환자 관리에 영향을 미칠 수 있다. HNF1A 내에서 일반적인 유전자 변이는 또한 제 2형 당뇨병 발병 위험과 초기 발병 당뇨병의 침투 증가와 관련이 있다.

### 임상 마커
HNF1A 유전자를 포함한 27개 유전자좌의 조합을 기반으로 한 다중 위치 유전자 위험 점수 연구는 사건 및 재발성 관상동맥질환 모두에 대한 위험이 증가한 개체를 발견했으며 스타틴 요법의 임상적 이점을 향상시켰다.

## 상호 작용
HNF1A는 다음과 상호작용하는 것으로 나타났다.
- CREB 결합 단백질
- EP300[33]
- PCAF[34]
- PCBD1[35][36]
- RAC3
- Src

## 참고
- 간세포 핵 인자
- 가족성소아당뇨병